# Pacific Four Series 2023
El Pacific Four Series de 2023 fue la tercera edición del torneo femenino de rugby de selecciones absolutas.
Los primeros tres lugares clasificaron a la WXV 1 y la cuarta posición a la WXV 2.

## Equipos participantes
- Selección femenina de rugby de Australia
- Selección femenina de rugby de Canadá
- Selección femenina de rugby de Estados Unidos
- Selección femenina de rugby de Nueva Zelanda

## Tabla de posiciones
| Pos. | Equipo         | Encuentros | Encuentros | Encuentros | Encuentros | Tantos  | Tantos    | Tantos     | Puntos |
| Pos. | Equipo         | jugados    | ganados    | empatados  | perdidos   | a favor | en contra | diferencia | Puntos |
| ---- | -------------- | ---------- | ---------- | ---------- | ---------- | ------- | --------- | ---------- | ------ |
| 1    | Nueva Zelanda  | 3          | 3          | 0          | 0          | 141     | 38        | +103       | 15     |
| 2    | Canadá         | 3          | 2          | 0          | 1          | 116     | 76        | +40        | 10     |
| 3    | Australia      | 3          | 1          | 0          | 2          | 65      | 112       | -47        | 5      |
| 4    | Estados Unidos | 3          | 0          | 0          | 3          | 41      | 147       | -96        | 0      |

### Desarrollo
| 1 de abril | Canadá | 50 - 17 | Estados Unidos | Estadio Nacional Complutense, Madrid, España |  |

| 29 de junio | Australia | 0 - 50 | Nueva Zelanda | Dolphin Stadium, Redcliffe, Australia |  |

| 8 de julio | Canadá | 21 - 52 | Nueva Zelanda | TD Place Stadium, Ottawa, Canadá |  |

| 8 de julio | Estados Unidos | 17 - 58 | Australia | TD Place Stadium, Ottawa, Canadá |  |

| 14 de julio | Canadá | 45 - 7 | Australia | TD Place Stadium, Ottawa, Canadá |  |

| 14 de julio | Estados Unidos | 17 - 39 | Nueva Zelanda | TD Place Stadium, Ottawa, Canadá |  |